# Billboardlistans förstaplaceringar 1988
Detta är en lista över 1988 års förstaplaceringar på Billboard Hot 100. 

## Listhistorik
| Datum        | Låt                                       | Artist                                 |
| 2 januari    | "Faith"                                   | George Michael                         |
| 9 januari    | "So Emotional"                            | Whitney Houston                        |
| 16 januari   | "Got My Mind Set on You"                  | George Harrison                        |
| 23 januari   | "The Way You Make Me Feel"                | Michael Jackson                        |
| 30 januari   | "Need You Tonight"                        | INXS                                   |
| 6 februari   | "Could've Been"                           | Tiffany                                |
| 13 februari  | "Could've Been"                           | Tiffany                                |
| 20 februari  | "Seasons Change"                          | Exposé                                 |
| 27 februari  | "Father Figure"                           | George Michael                         |
| 5 mars       | "Father Figure"                           | George Michael                         |
| 12 mars      | "Never Gonna Give You Up"                 | Rick Astley                            |
| 19 mars      | "Never Gonna Give You Up"                 | Rick Astley                            |
| 26 mars      | "Man in the Mirror"                       | Michael Jackson                        |
| 2 april      | "Man in the Mirror"                       | Michael Jackson                        |
| 9 april      | "Get Outta My Dreams, Get Into My Car"    | Billy Ocean                            |
| 16 april     | "Get Outta My Dreams, Get Into My Car"    | Billy Ocean                            |
| 23 april     | "Where Do Broken Hearts Go"               | Whitney Houston                        |
| 30 april     | "Where Do Broken Hearts Go"               | Whitney Houston                        |
| 7 maj        | "Wishing Well"                            | Terence Trent D'Arby                   |
| 14 maj       | "Anything for You"                        | Gloria Estefan och Miami Sound Machine |
| 21 maj       | "Anything for You"                        | Gloria Estefan och Miami Sound Machine |
| 28 maj       | "One More Try"                            | George Michael                         |
| 4 juni       | "One More Try"                            | George Michael                         |
| 11 juni      | "One More Try"                            | George Michael                         |
| 18 juni      | "Together Forever"                        | Rick Astley                            |
| 25 juni      | "Foolish Beat"                            | Debbie Gibson                          |
| 2 juli       | "Dirty Diana"                             | Michael Jackson                        |
| 9 juli       | "The Flame"                               | Cheap Trick                            |
| 16 juli      | "The Flame"                               | Cheap Trick                            |
| 23 juli      | "Hold on to the Nights"                   | Richard Marx                           |
| 30 juli      | "Roll With It"                            | Steve Winwood                          |
| 6 augusti    | "Roll With It"                            | Steve Winwood                          |
| 13 augusti   | "Roll With It"                            | Steve Winwood                          |
| 20 augusti   | "Roll With It"                            | Steve Winwood                          |
| 27 augusti   | "Monkey"                                  | George Michael                         |
| 3 september  | "Monkey"                                  | George Michael                         |
| 10 september | "Sweet Child o' Mine"                     | Guns N' Roses                          |
| 17 september | "Sweet Child o' Mine"                     | Guns N' Roses                          |
| 24 september | "Don't Worry, Be Happy"                   | Bobby McFerrin                         |
| 1 oktober    | "Don't Worry, Be Happy"                   | Bobby McFerrin                         |
| 8 oktober    | "Love Bites"                              | Def Leppard                            |
| 15 oktober   | "Red Red Wine"                            | UB40                                   |
| 22 oktober   | "Groovy Kind of Love"                     | Phil Collins                           |
| 29 oktober   | "Groovy Kind of Love"                     | Phil Collins                           |
| 5 november   | "Kokomo"                                  | The Beach Boys                         |
| 12 november  | "Wild, Wild West"                         | The Escape Club                        |
| 19 november  | "Bad Medicine"                            | Bon Jovi                               |
| 26 november  | "Bad Medicine"                            | Bon Jovi                               |
| 3 december   | "Baby, I Love Your Way / Freebird Medley" | Will to Power                          |
| 10 december  | "Look Away"                               | Chicago                                |
| 17 december  | "Look Away"                               | Chicago                                |
| 24 december  | "Every Rose Has Its Thorn"                | Poison                                 |
| 31 december  | "Every Rose Has Its Thorn"                | Poison                                 |